# Jollyville (Texas)
Jollyville es un lugar designado por el censo ubicado en el condado de Williamson en el estado estadounidense de Texas. En el Censo de 2010 tenía una población de 16.151 habitantes y una densidad poblacional de 2.268,44 personas por km².

## Geografía
Jollyville se encuentra ubicado en las coordenadas 30°27′17″N 97°45′48″O / 30.45472, -97.76333. Según la Oficina del Censo de los Estados Unidos, Jollyville tiene una superficie total de 7.12 km², de la cual 7.12 km² corresponden a tierra firme y (0%) 0 km² es agua.

## Demografía
Según el censo de 2010, había 16.151 personas residiendo en Jollyville. La densidad de población era de 2.268,44 hab./km². De los 16.151 habitantes, Jollyville estaba compuesto por el 76.62% blancos, el 6.19% eran afroamericanos, el 0.63% eran amerindios, el 8.71% eran asiáticos, el 0.09% eran isleños del Pacífico, el 4.09% eran de otras razas y el 3.67% pertenecían a dos o más razas. Del total de la población el 17.08% eran hispanos o latinos de cualquier raza.